# NGC 1785
NGC 1785 ist ein Asterismus im Sternbild Dorado.
Das Objekt wurde im November 1834 vom britischen Astronomen John Herschel entdeckt.